# Cemal Gürsel
Cemal Gürsel (født 13. oktober 1895, død 14. september 1966) var en  tyrkisk officer, politisk leder og den 4. tyrkiske præsident (1960-1966).

## Opvækst og ungdom
Han blev født i Erzurum som søn af en osmannisk officer og barnebarn af en pasha (general). Efter sin skoletid i Ordu og militærskole i Erzincan, tog han sin eksamen på Kuleli miliærskole i Istanbul.
Under 1. verdenskrig deltog han i Slaget ved Gallipoli som artelleriløjtnant i 1915. I 1917 deltog har i kampene ved den syrisk- palæstinensiske grænse, hvor han blev taget som britisk krigsfange, mens han havde malaria.

## Præsident
Cemal Gürsel blev øverstbefalende for Tyrkiets hær. Han udtrykte imidlertid kritik premierminister Adnan Menderes' regering, hvorfor han i maj 1960 blev afskediget fra posten. Tre uger senere gennemførte Gürsel imidlertid et statskup, hvorefter han indsatte sig selv som midlertidig stats- og regeringschef.
Efter parlamentsvalget i 1961 og efter samme år at have indført en ny forfatning, blev han indsat som Tyrkiets fjerde præsident. Han regerede i næstan 6 år inden han blev afsat den 28. marts 1966, kort forinden sin død. 